# Ian McLeod (Radsportler)
Ian McLeod (* 3. Oktober 1980 in Falkirk, Großbritannien) ist ein ehemaliger südafrikanischer Radrennfahrer.
Ian McLeod wurde in Schottland geboren, besitzt aber auch die südafrikanische Staatsbürgerschaft. Seine sportliche Karriere begann 2002 beim Team HSBC. 2003 konnte er das Jedermannrennen 94.7 Cycle Challenge für sich entscheiden. Ein Jahr später gewann er unter anderem eine Etappe der Tour de la Manche. 2008 wurde er südafrikanischer Meister im Straßenrennen. Im Jahr darauf wurde er zweifacher Afrikameister, im Straßenrennen sowie im Mannschaftszeitfahren.
2010 wurde McLeod bei einer Dopingkontrolle positiv auf Deflazacort getestet und für sechs Monate gesperrt. 2012 beendete er seine Radsportkarriere.

## Erfolge
2008
- Südafrikanischer Meister – Straßenrennen

2009
- Afrikameister – Mannschaftszeitfahren (mit Reinardt Janse van Rensburg, Jay Robert Thomson und Christoff van Heerden)
- Afrikameister – Straßenrennen

## Teams
- 2002 Team HSBC
- 2003 Team HSBC
- 2004 Team HSBC
- 2005 La Française des Jeux
- 2006 La Française des Jeux
- 2007 La Française des Jeux
- 2008 MTN Cycling
- 2009 MTN Cycling
- 2010 MTN Energade (bis 31.07.)
- 2011 DCM
- 2012 Team Bonitas